# Zona úmida
Zonas úmidas (português brasileiro) ou zonas húmidas (português europeu), também chamadas no Brasil de áreas úmidas são áreas de pântanos, charcos, pauis, sapais, turfas — permanentes ou temporários —, que normalmente albergam uma grande biodiversidade, tanto em termos de plantas como de animais aquáticos, ou os que se alimentam daqueles.

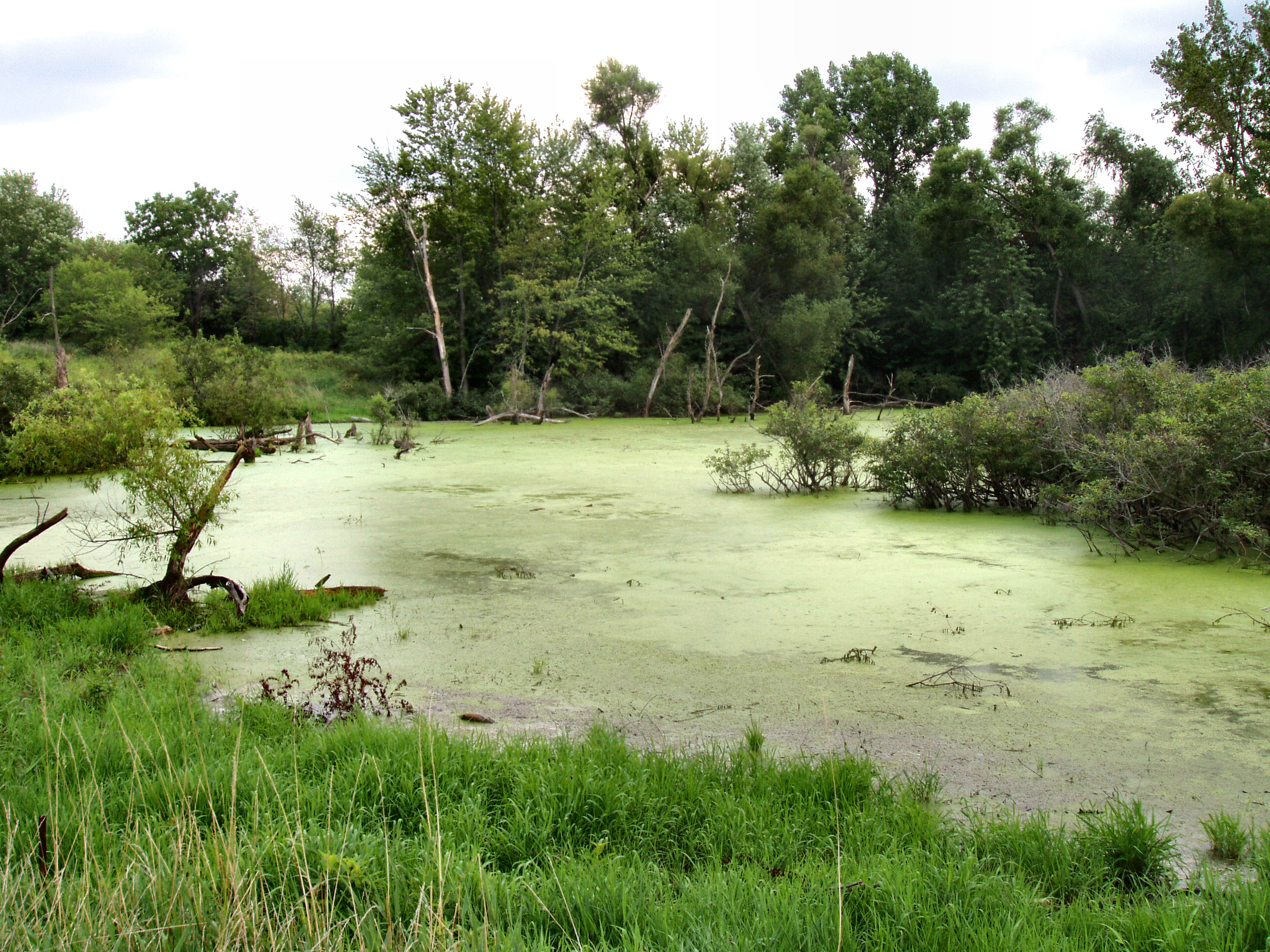
Terra úmida no Condado de Marshall (Indiana)

Podem ter água estagnada ou corrente, doce, salobra ou salgada, incluindo áreas de água marinha com menos de seis metros de profundidade na maré baixa, como os mangais e recifes de coral. Podem ser alimentados por água subterrânea, por rios ou por outras zonas húmidas e podem estar secos durante uma parte do ano, mas o período em que se encontram inundadas é suficiente para manter o ecossistema vivo. As áreas úmidas apresentam dificuldades em sua definição, devido tanto à diversidade de ambientes com estas características, como pela dificuldade de estabelecer sua delimitação, uma vez que são ambientes extremamente dinâmicos.
O conceito de zona úmida surgiu em 1971, durante a Convenção de Ramsar, no Irã, quando foi celebrado um tratado intergovernamental com o objetivo de promover ações nacionais e internacionais para promover a conservação e o uso sustentável dos recursos naturais das zonas úmidas. Esta convenção instituiu o dia 2 de fevereiro como o Dia Mundial das Zonas Úmidas. Hoje são 150 países que aderiram ao tratado.

## Papel ecológico
As zonas húmidas são por vezes consideradas ecótonos, zonas de transição entre o rio ou o mar e o ambiente terrestre. Apesar de muitas vezes possuírem espécies próprias, como as espécies de árvores do mangal, ou o caniço, em zonas alagadas de água doce, abrigam geralmente espécies de animais aquáticos próprias dos ecossistemas terrestres circundantes. Em termos de mamíferos, várias espécies utilizam estes ecossistemas para se alimentarem dos vegetais e frutas que ali se desenvolvem e doutros pequenos animais, para além de poderem ser locais de banho ou abeberagem de animais maiores. Ao abrigar e alimentar a fauna local, as diversas espécies migratórias e espécies dos ecossistemas associados, as zonas úmidas são consideradas locais de reprodução, repouso, nidificação e hibernação.
Algumas espécies características destes habitats são as aves que se alimentam de peixes e outros animais aquáticos, como os pelicanos, flamingos e várias espécies de garças e águias. Muitas destas populações encontram-se em estado crítico de conservação, quer por redução ou perda de qualidade do seu habitat preferencial, quer pela sua utilização excessiva pelo homem.
Pela sua biodiversidade e fácil acesso, as zonas húmidas são importantes áreas para o ecoturismo, como a observação de aves e outros animais, ou mesmo como balneários. Muitas das espécies, principalmente de plantas, podem ainda ser utilizadas pelo homem de forma sustentável, tendo assim um valor económico direto.
Outro importante papel que estas zonas jogam no meio ambiente é o controlo de cheias, por suportarem um grande volume de água. Por sua vez, os mangais protegem a costa da erosão marinha e são inclusivamente responsáveis pelo avanço da linha de costa.

## Conservação
Durante muitos anos, com o desenvolvimento industrial, muitas zonas húmidas foram aterradas para fins de habitação, indústria ou para rodovias.
A ação humana vem causando a degradação ou destruição das zonas úmidas, quer por aterro para expansão urbana e construção de infraestrutura, quer por drenagem para a plantação de monoculturas florestais exóticas, ou prática da agricultura intensiva. Como estas regiões estão situadas em áreas baixas, a erosão das encostas leva ao depósito de sedimentos nos banhados. Todos estes fatores têm grande impacto sobre a biodiversidade, gera a fragmentação das massas de água, impactando da colonização da fauna e flora.

Com o avanço dos conhecimentos sobre o papel destes ecossistemas e da responsabilidade ambiental, nos últimos anos muitos países têm legislação virada à sua conservação. Na arena internacional, foi assinada a 2 de Fevereiro de 1971 a Convenção de Ramsar ou "Convenção sobre as Zonas Húmidas de Importância Internacional, especialmente enquanto «Habitat» de Aves Aquáticas". Ao abrigo desta convenção, muitas zonas húmidas foram consideradas "de importância internacional", sendo que os países que as albergam obrigam-se a promover o seu estudo e conservação, para o que podem beneficiar de financiamento e assistência internacional.

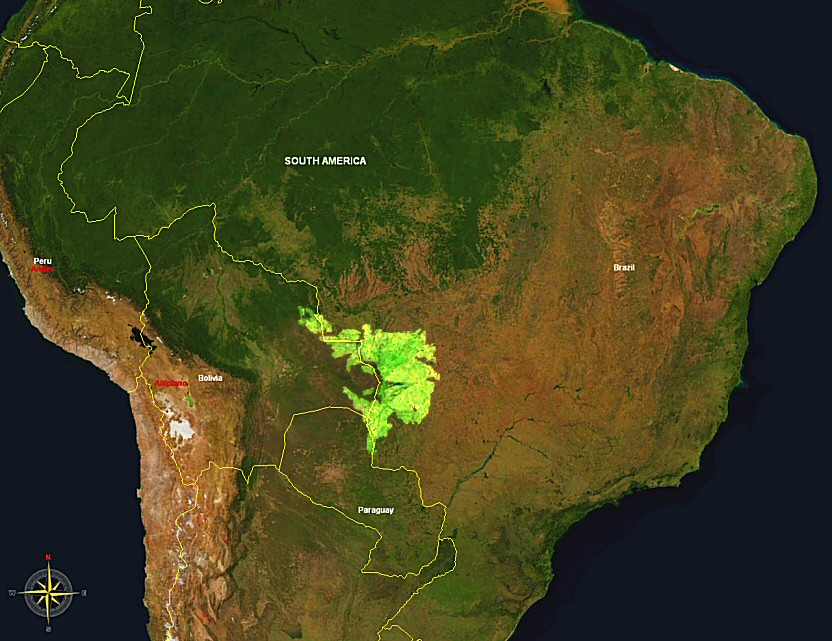
Área do Pantanal Matogrossense na América do Sul

## Áreas de Ramsar no Brasil[3]

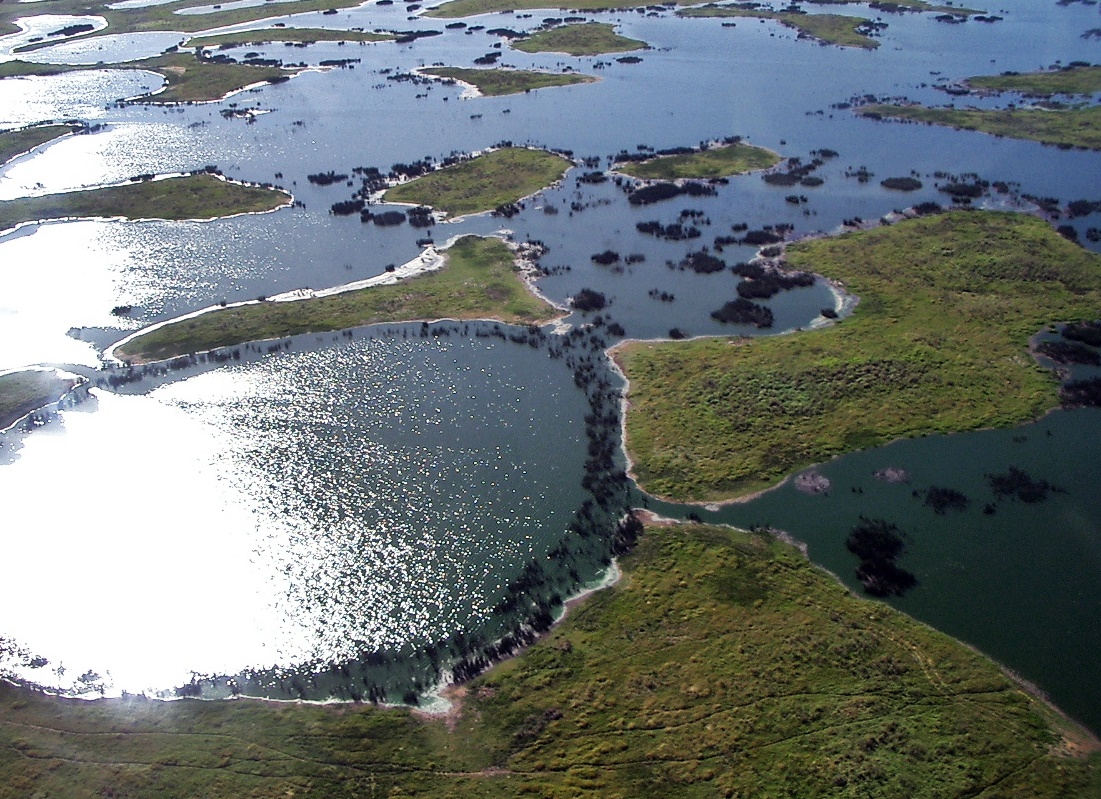
Fotografia aérea do Pantanal Matogrossense

O Parque Nacional do Pantanal Matogrossense é considerada a maior área úmida do planeta. Abriga pelo menos 4 700 espécies entre incluindo plantas e animais vertebrados, sendo 3 500 espécies de plantas (árvores e vegetações aquáticas e terrestres), 325 peixes, 53 anfíbios, 98 répteis, 656 aves e 159 mamíferos. Em 1998, o bioma foi decretado Patrimônio Nacional, pela Constituição brasileira. Em 2000, tornou-se Reserva da Biosfera pela Organização das Nações Unidas (ONU).
Além do Pantanal, são sítios Ramsar:
- Reserva de Desenvolvimento Sustentável Mamirauá, no Estado do Amazonas
- Ilha do Bananal, no Tocantins
- Reentrâncias Maranhenses, no Maranhão
- Área de Proteção Ambiental da Baixada Maranhense, no Maranhão
- Parque Estadual Marinho do Parcel de Manoel Luz, no Maranhão
- Lagoa do Peixe, no Rio Grande do Sul
- Reserva Particular do Patrimônio Natural SESC Pantanal , no Mato Grosso